# Plain Old CLR Object
Plain Old CLR Object（略称：POCO）とは、共通言語ランタイム（英: Common Language Runtime、CLR）のみに依存するプレーンなオブジェクトである。

## 実例（C#）
```
class
 
Person

{

    
public
 
int
 
Id
 
{
 
get
;
 
set
;
 
}

    
public
 
string
 
Name
 
{
 
get
;
 
set
;
 
}

    
public
 
DateTime
 
BirthDate
 
{
 
get
;
 
set
;
 
}

}

```